# Сентюрев, Павел Александрович
Павел Александрович Сентюрев — советский хозяйственный, государственный и политический деятель.

## Биография
Родился в 1902 году в селе Давыдово. Член ВКП(б) с 1932 года.
С 1924 года — на хозяйственной, общественной и политической работе. В 1924—1962 гг. — в Красной Армии, председатель кредитного товарищества, заведующий районным финансовым отделом, председатель райисполкома в Омской и Курской областях, второй, первый секретарь Уразовского, Михайловского районных комитетов ВКП(б) Курской области, заведующий сельхозотделом Курского обкома ВКП(б), член подпольного обкома партии, организатор партизанского движения на территории Северо-западных районов Курской области, секретарь Дмитриевского подпольного окружкома ВКП(б), первый секретарь Льговского и Суджанского райкомов КПСС.
Избирался депутатом Верховного Совета СССР 2-го созыва.
Умер в 1968 году в Железногорске.